# Вольный каменщик (книга)
«Вольный каменщик» — роман Михаила Андреевича Осоргина о русском эмигранте Тетёхине, который вступив в масонскую ложу сумел познать масонское учение и открыть для себя заново окружающий мир.

## Издание
Книга издана в Париже, в 1937 году (обложка художника Ф. С. Рожанковского).
Переиздана в Москве в 1992 году. Предисловие О. Ю. Авдеевой и А. И. Серкова. Подготовка текста О. Ю. Авдеевой. Комментарии А. И. Серкова.

### Содержание
Все действия в романе «Вольный каменщик» происходят в эмиграции. Герой романа, бывший провинциальный почтовый чиновник из Казани, а ныне самый обычный эмигрант, с русской фамилией Тетёхин, вступает в Париже в парижскую масонскую ложу. С первых же строк повествования приоткрывается завеса таинственности над всем происходящим в масонской ложе. Уделено место в романе тогдашним современным проблемам: росту тоталитаризма в мире, денационализации русской эмиграции (сын Тетёхина — типичный русский «Жоржик», да и сам Тетёхин, оставаясь насквозь русским, отходит от бытовых и общественных интересов эмиграции), проблеме урбанистической цивилизации и т. п. Многое преподносится Осоргиным в романе в виде сатирического представления ситуаций.
В отличие от первых сочинений Осоргина роман написан в игриво-замысловатом стиле, с игрой сюжетом, постоянным ироническим вторжением автора, с элементами «конструктивизма» (смысловая и стилистическая роль масонских символов и терминологии). Просматривается, с одной стороны, влияние советских «неореалистов», с другой — нарочитая попытка стилизации под XVIII век.

Как пишет в своей работе доктор филологических наук, профессор М. А. Хатямова: 
«Вольный каменщик» — повествование о пути русского интеллигента в эмиграции, создание новой положительной утопии сохранения культурной идентичности. Метатекстовая структура «романа о романе» служит у Осоргина не для замещения утраченной реальности текстом о ней, а для сохранения истинного существования с помощью проективной силы искусства. Позднее, во «Временах», это (традиционное и классическое для русской литературы) представление о творчестве примет вид эстетической формулы: «я пишу не произведение — я пишу жизнь».

### Характеристики
Издательство: Московский рабочий
Год издания: 1992
Место издания: Москва
Жанр: роман
Язык текста: русский
Язык оригинала: русский
Тираж: 35000 экз.
Страниц: 336
ISBN 5-239-00627-X